# Prowincja Mariscal Ramón Castilla
Prowincja Mariscal Ramón Castilla – prowincja w regionie Loreto w Peru, ze stolicą w miejscowości Caballococha. Została ustanowiona 18 października 1979. Większość prowincji zajmuje amazoński las deszczowy.

## Podział prowincji
Prowincja Mariscal Ramón Castilla dzieli się na cztery dystrykty:
- Pebas (Pebas)
- Ramón Castilla (Caballococha)
- San Pablo (San Pablo de Loreto)
- Yavari (Amelia)